# Sporophila nigrorufa
Sporophila nigrorufa là một loài chim trong họ Thraupidae.